# GT Возничего
GT Возничего (лат. GT Aurigae) — одиночная переменная звезда в созвездии Возничего на расстоянии (вычисленном из значения параллакса) приблизительно 29199 световых лет (около 8953 парсеков) от Солнца. Видимая звёздная величина звезды — от +12,6m до +11,7m.

## Характеристики
GT Возничего — жёлтая пульсирующая переменная звезда, классическая цефеида (DCEP) спектрального класса G-F. Эффективная температура — около 6039 К.